# DreamWorks Dragones
DreamWorks Dragones o simplemente Dragones es una serie de animación estadounidense del año 2010 de DreamWorks Animation Television emitido en Cartoon Network y en Netflix basado en la película de 2010 Cómo entrenar a tu dragón. La serie sirve de puente entre la primera película y su secuela de 2014. Una vista previa de horas que consta de dos episodios emitidos el 7 de agosto de 2012, con el estreno oficial de la serie 4 de septiembre de 2012, la serie también dio un adelanto el 3 de diciembre de 2012 en Hispanoamérica. Un total de 40 episodios salieron al aire durante la primera y la segunda temporada.

## Argumento
Tras los acontecimientos de la película “Cómo entrenar a tu dragón”, los vikingos de Berk (Mema en España) y sus antiguos enemigos, los dragones, viven felices y en armonía, pero esta coexistencia no es tan armoniosa como uno puede pensar. Los dragones siendo aún fabulosas bestias salvajes, sin querer crean algunos problemas en la isla; y otra vez, dando lugar al más gruñón entre los vikingos (Mohoso en España), a tomar una excepción a su presencia. Y en cada ocasión tal, corresponde a Hipo y a sus amigos, trabajar en una solución para el problema.

## Tipos de dragones
- Furia Nocturna: Es la especie de dragones más rara y la más asombrosa, espectacular, perfecta y fascinante. Tiene su piel de color negro con ojos amarillos y/o verdes y pupilas alargadas. Tiene las alas más grandes de todos los dragones en proporción al cuerpo y lanza una bola de plasma desde su boca por vez. La manera más sencilla para entrenarlo es que te ganes su confianza. El único Furia Nocturna que existe en toda la isla de Berk es Toothless, montado por el Jefe de la Academia de Entrenamiento de Dragones de Berk, Hipo Horrendo Abadejo III.
- Pesadilla Monstruosa: Es una especie de dragón difícil (no tanto como el furia nocturna), pero como todos los dragones, se puede domar. Su color puede variar, tiene alas grandes y una hilera de púas desde su cuello hasta su cola y cuenta con cuatro cuernos en su cabeza. Es agresivo y terco, y su temperamento varia muy pocas veces. Para atacar se envuelve en llamas y escupe fuego involuntariamente. Una de las maneras de entrenarlo es ponerle sus cuernos en el suelo y poniéndole la mano en su hocico.
- Nadder Mortífero: Este dragón se asemeja a un ave. Se para en dos patas y sus alas son sus brazos. Tiene una cola cubierta de espinas que se eriza ante el peligro. Puede disparar las púas venenosas de su cola. Su fuego es el más fuerte de todos después del Furia Nocturna.
- Gronckle: Son muy gordos y holgazanes. Tienen la piel muy dura, con algo similar a piedras cubriéndola casi enteramente. Tiene un límite de 6 tiros. Además de disparar lava, comen rocas para calentarlas y luego lanzarlas.
- Terrible Terror: Es uno de los dragones más pequeños, tienen el tamaño de un gato. Tiene puntería de francotirador cuando se trata de escupir fuego.
- Cremallerus Espantosus: Es un dragón raro. Tiene dos alas, dos colas y dos cabezas, y un cuerno curvado en su hocico. Tiene hileras de púas no muy afiladas, y es verde con la panza amarilla. Cada cabeza tiene una personalidad diferente, porque a una cabeza le puede gustar algo y a la otra no (por ejemplo a una cabeza le encanta comer pescado y la otra prefiere la miel de abejas). Además una cabeza exhala gas inflamable y la otra produce chispas para prenderlo.

### Personajes principales
- Hiccup Horrendous Haddock III (Hipo Horrendo Abadejo III en Hispanoamėrica): El protagonista sarcástico adolescente sofisticado y valiente que además es muy inteligente de dicha serie, hijo del jefe Estoico, antiguo aprendiz de Bocón y Entrenador en Jefe de la Academia de Entrenamiento de Dragones de Mema. Hipo se encarga de resolver los inconvenientes del pueblo que tienen que ver con los dragones como el líder de la Academia de Dragones. Tiene una relación romántica con Astrid (en la cuarta temporada de Carrera al Borde). Se puede notar que él es el único joven vikingo que tiene una prótesis, es decir, su pierna mecánica, debido a los acontecimientos ocurridos en la película de la serie. Hipo es conocido por tener una personalidad desinteresada y amable, en especial porque va a confiar en cualquier persona a menos que esta se muestre a traicionar. Su mejor amigo dragón es Toothless (Desdentao en España, Chimuelo en Hispanoamérica), un poco común e increíble Furia Nocturna (posiblemente el único), el cual es el único dragón que no puede volar sin su jinete, debido a la pérdida de su aleta caudal en la película. Como jinete, Hipo es el más talentoso, inteligente (sobre todo para orquestar planes) y a menudo toma el mando como líder cuando se necesita de los jinetes de dragones.

- Astrid Hofferson: Ella es la mano derecha de Hipo, así como la segunda al mando de la Academia de Dragones. Es una guerrera excepcionalmente fuerte, hermosa y tenaz de Berk, demostrada que tiene un carácter ocasional, así como una personalidad difícil, por lo tanto, si es necesario, ella no tiene miedo de cometer actos de violencia en ninguna medida por aquello que quiera lograr. Ella es igual de formidable en la lucha en el suelo como cuando ella está en su dragón, al igual que es capaz de usar una gran variedad de armas. Como Hipo había dicho, ella favorece su habilidad en las armas gracias a cualquier consejo que ella le da a él. A pesar de ello, a menudo se muestra a Astrid como una persona "que tiene cuidado y compasión" a las personas cercanas a ella, específicamente a su compañera dragón, su dragón llamada Tormenta en España, Tormentúla en Hispanoamérica, un Nadder azul. Ella sigue siendo competitiva con Hipo en asuntos como quién es el mejor piloto, y ella y Tormenta se unen casi pero no tanto al mismo nivel que Hipo y Toothless. Mientras que en su desempeño como buena entrenadora, Astrid destaca específicamente con Nadders. En la serie tanto ella como Hipo tienen pequeños momentos dónde demuestran cierto afecto uno por el otro (más especialmente en Carrera al Borde).

- Fishlegs Ingerman (Patapez Ingerman en Hispanoamérica): El joven vikingo del grupo que fue capaz de memorizar el Libro de los Dragones y por lo tanto es capaz de conocer todos los detalles de todos los dragones descubiertos, a excepción de Toothless, que es el único dragón del cual solo sabe Hipo como entrenar. Patapez es como se muestra en la película original, que tiene la costumbre de expresar su conocimiento inagotable de hechos en términos de juegos de rol y tiene un hambre insaciable por los libros nuevos de información. A pesar de su tamaño intimidante, Patapez es extremadamente reacio a pelear o poner a sí mismo y su dragón en peligro, a menudo expresando sus sentimientos pesimistas hacia el peor resultado posible de un plan arriesgado. Patapez se muestra frecuentemente como un vikingo un tanto suave, de cara aniñada, sobre todo porque posee un dragón Gronckle (llamada Barrilete en España, Albóndiga en Hispanoamérica), su compañera, que se reveló como una mujer en el especial televisivo “El regalo del Furia Nocturna”. Mientras que tiene excelencia en el conocimiento, su habilidad como jinete es solo adecuada en el mejor de los casos, porque a menudo volando en pequeñas áreas tanto él como Albóndiga se atascan en cada maniobra.

- Snotlout Jorgenson (Patán Mocoso en Hispanoamérica): Primo de Hipo (en los libros) y el supuesto "Jefe" del grupo (autoproclamado por ego). Es poco inteligente, insolente y confiado de sí mismo, quiere llegar a ser un guerrero fuerte, idealmente capacitado. Él es también un abusador típico, a menudo tratando de empujar con su dragón a otros pilotos alrededor de ellos en las prácticas de vuelo, pero cuando se enfrentan a un adulto (especialmente uno más grande que él) a menudo se encoge o intenta retroceder. Al mostrar interés en las chicas atractivas, especialmente Astrid, a menudo intenta, sin éxito alguno, impresionarlas. Aunque en cuanto a los amigos, Patán ha encontrado un rival en Hipo desde que los vikingos y los dragones han hecho las paces, porque Patán es conocido por su fuerza como guerrero, mientras que Hipo es conocido por su inteligencia y su vinculación con los dragones. Además, ellos son en todos los sentidos opuestos en contextura física y personalidad, e incluso pelean indirectamente por el amor de la misma chica. El compañero dragón de Patán es (Garfios en España, Colmillo en Hispanoamérica), un dragón macho perteneciente a la raza Pesadilla Monstruosa, que a menudo ignora o hace caso omiso a Patán, en parte debido a sus instrucciones verbalmente hostiles.

- Ruffnut y Tuffnut Thorston (Chusco y Brusca en España, Brutacio y Brutilda en Hispanoamérica): Son los mellizos (chico y chica) del grupo de jóvenes vikingos. Ambos tienen poca inteligencia y una personalidad cruda, a menudo disfrutan gastando bromas sin sentido alrededor de Mema, admirando el desastre, la devastación y destrucción, así como luchar y golpear a los otros (a veces a petición viceversa de un hermano a otro). Ambos comparten un compañero dragón macho llamado (Vómito y Eructo en España, Eructo y Wakara en Hispanoamérica) perteneciente a la raza de Cremallerus Espantosus, normalmente con Chusco sentado en eructo, la cabeza derecha del dragón y Brusca, sentada en Vomito, la cabeza izquierda del dragón. Como pilotos, tal vez su capacidad es superior a la de Patán o Patapez, aunque es solo aparente cuando los dos son capaces de trabajar juntos (una hazaña que es sorprendentemente a menudo... sobre todo cuando se trata de provocar una catástrofe, el caos o un incendio premeditado).

### Habitantes de Berk
- Stoick the Vast (Estoico el Vasto en Hispanoamérica y en España): El jefe supremo de Berk y padre de Hipo. Como jefe, él es el más fuerte entre los Vikingos en la isla de Berk, Hipo lo describe como un guerrero legendario y de un peso de 400 libras. Estas características hacen base a su personalidad irascible y terca. Junto al cuidado de Hipo, Estoico considera que la seguridad de Berk como su principal prioridad. En el Episodio 7 (Primera temporada), Hipo convenció a Estoico montar un dragón para mayor comodidad. Aunque en un principio se opuso a la idea, un recorrido por Berk sobre Toothless le inspira a aprender equitación de dragones con el fin de proteger mejor a su pueblo.

- Bocon: El herrero de Berk, mejor amigo de Estoico y mentor de Hipo. Como un veterano combatiente de dragones, capaz de contribuir su propio conocimiento de dragones siempre que sea necesario. Bocón perdió una mano, un pie y un diente en la batalla con los dragones, y los reemplazó con prótesis construidas en su herrería, como también sustituyó la pierna izquierda de Hipo después de que la perdió en la película original. Bocón sabe utilizar una serie de diferentes armas y herramientas como prótesis de brazo, dependiendo de la tarea que está tratando de llevar a cabo, tales como: un juego de pinzas, un hacha, un martillo de piedra, un gancho de acero, todas estas, cabe mencionar, las maneja a la perfección. Se podrá notar a través de la serie que como los dragones y los vikingos ahora vive en paz, Bocón, además de seguir trabajando como herrero, ahora también trabaja como dentista dragón con armas pequeñas para cuidar de sus dientes.

- Gothi: Una anciana que parece servir como chamán al pueblo. Como es muda, se comunica por dibujos de líneas y jeroglíficos en el suelo que dibuja con su bastón, un método por el cual solo Bocón puede entenderla por una razón desconocida; al igual que sus gestos dan a saber lo que quiere comunicar. Dejó de hablar por un incidente con un dragón clase hielo.

- Heather: Una misteriosa chica que fue encontrada por los jóvenes vikingos en la playa de Thor. Su personalidad es muy enérgica, aunque la misma contradice a la de Astrid, pero Heather es casi tan fuerte y tan inteligente como ella. A pesar de que al principio se presentó como un antagonista debido a su traición a Berk, su verdadero motivo era salvar a sus padres, así como más tarde ayudando a Hipo y su lucha contra Alvin y la Tribu de los Marginados demostraba que es una aliada para Berk. En Carreras al Borde ella vuelve a aparecer para vengar a sus padres atacando a Dagur, aunque más tarde se revela que es su hermana. En Carreras al Borde ella tiene un dragón de la especie Látigo Afilado hembra llamado Cizalladura.

- Mulch: (Abono en Hispanoamérica, Boñigo en España) Uno de los vikingos agricultores responsables de la recolección y elaboración de alimentos para el pueblo. A diferencia de su compañero Bucket, es más inteligente e independiente, por lo tanto, se le acusa de mantener un ojo sobre Bucket debido a la dependencia de este. Aunque a veces esta en conflicto con los dragones, Mulch admite su preferencia por estar en paz con ellos. También es incondicionalmente leal a Estoico y se pondrá del lado del jefe, independientemente de las probabilidades.

- Bucket (Cubeta en Hispanoamérica, Cubo en España): Una vez ingenuo y blando de corazón campesino que se llama así por su cabeza cubierta. En el episodio piloto, se establece que Bucket ha sufrido un golpe en la cabeza (debido a los dragones). Debido a esto, Bucket sufre de pérdida de memoria, incapacidad para realizar tareas sin supervisión, aunque este posee un sorprendente talento artístico. En un episodio Bucket hace la pintura que recordarían los habitantes de Berk, sobre Hipo y su padre, Estoico.

### Enemigos
- Mildew (Mohoso en España): es un viejo cascarrabias local de Berk y el menor antagonista recurrente de la serie. Vive en una casa fuera de la aldea y tiene una mascota oveja. Él es ampliamente rechazado por los residentes de Berk (una de las razones principales por las que se construyó su casa lejos de la aldea), pero es capaz de ganarse la opinión pública y los disturbios con relativa facilidad, sobre todo cuando se trata de una desventaja de vivir en paz con los dragones. Como los vikingos de Berk y los dragones viven juntos en paz, el odio y la molestia con la naturaleza de los dragones a menudo lo lleva a tratar de librarlos de la isla por cualquier medio, de los cuales la mayoría terminan como eventuales fallas y tienen a veces desastrosas consecuencias que ponen a otros en riesgo. Su odio por los dragones es ampliado para incluir a Hipo, ya que él es el jefe entrenador de dragones y el defensor frecuente de todos ellos. Él se inventaría cualquier cosa para sacar a los dragones de Berk; desde envenenarlos; hasta culparlos de rayos que caen del cielo.

- Alvin The Treacherous (Alvin el Traidor en Hispanoamérica, Alvin el Traicionero en España):  es el líder de la tribu de los Outcast (Marginados en Hispanoamérica, Renegados en España) y el principal antagonista recurrente de la serie. Cuando descubrió a partir de Hipo y sus amigos que los dragones son capaces de ser domados y domesticados, Alvin constantemente desarrolla planes para secuestrar a Hipo "el Conquistador de Dragones" con el fin de utilizar los dragones para sus propios fines, principalmente para tomar el control de otras tierras por amenazas y la fuerza.

- Salvaje: Salvaje es la mano derecha de Alvin. Un típico hombre que siempre está de acuerdo con lo que dice Alvin. Cuando Salvaje contribuye algo, Alvin a menudo toma el crédito y Salvaje señala la brillantez de Alvin. Él es el único que tiene sentido común en la tribu Marginada. Luego de derrotado Alvin, se une al grupo comandado por Dagur.

- Dagur el Desquiciado: El líder de (los Energúmenos en España) de la Isla Berserk. Dagur lleva a cabo una misión para llevar a los Berserkers de vuelta a su isla original. Su nombre lo cumple con honores: mataría a cualquier dragón con solo un cuchillo de cocina en un radio de 40 metros. Dagur trata de descubrir el secreto que hay en Berk, además del secreto de Hipo por matar al Muerte Roja. En Carreras al Borde escapa de prisión y ataca a Hipo nuevamente, pero luego su carácter cambia y se alía con ellos para derrotar a unos Cazadores de Dragones. Es el hermano desconocido de Heather.

- Ryker Grimborn: Uno de los antagonistas de Carreras al Borde. Él se dedica a cazar dragones y venderlos en el Mercado. Se la ve como una persona violenta e impulsiva, por lo que choca mucho con su hermano Viggo, ya que prefiere la violencia a la astucia.

- Viggo Grimborn: Otro antagonista de Carreras al Borde. Es el líder de los Cazadores de Dragones. El es extremadamente astuto para los planes y las estrategias, por lo que Hipo tiene graves problemas en adelantarse a sus planes. Su guía es un juego de estrategia llamado “Maces and Talons” (“Mazas y Garras”), por lo que frecuentemente lo usa para ilustrar sus ideas y planes. Tiene mucho más sentido común y cerebro que su hermano menor Ryker, incluso muestra a veces acciones desinteresadas y admiración por Hipo.

### Dragones
- Toothless (Desdentao en España, Chimuelo en Hispanoamérica): Un Furia Nocturna macho que se hizo amigo de Hipo, Toothless es el único dragón que no puede volar sin su jinete, se le perdió la aleta de la cola izquierda en la 1º película. Toothless tiene una amistad muy fuerte con Hipo desde que Además en la segunda película explica la madre de Hipo que Toothless tiene la misma edad que Hipo.

- Stormfly (Tormenta en España y Hispanoamérica) Una Nader Mortífero azul hembra que se hizo amiga de Astrid. Al igual que Hipo y Toothless, Astrid y Tormenta son extremadamente leales la una a la otra y muestran un excepcional trabajo en equipo. Ella y Toothless tienen una rivalidad amistosa en la mayoría de las competiciones de Hipo y Astrid, que resultan como un incentivo ideal para la academia.

- Meatlug (Barrilete en España, Albóndiga en Hispanoamérica) Una Gronckle marrón hembra que es muy unida con Patapez. Debido a su tamaño y envergadura corta, ella carece de la capacidad de maniobra de acrobacia, y su velocidad es algo baja comparada a la de otros dragones. Ella y Patapez tienen una relación muy estrecha y el cuidado que se tienen es mutuo (aunque un poco extraño).

- Hookfang (Garfios en España, Colmillo en Hispanoamérica): Un Pesadilla Monstruosa macho montado por Patán. Garfios tiene la costumbre de atacar o abandonar a Patán cuando intenta afirmar su dominio. A menudo se distrae y no siempre prestan atención a su jinete. A pesar de su comportamiento a veces antagónicos entre sí, tienen una relación que ha demostrado ser muy estrecha.

- Barf y Belch (Vómito y Eructo en España, Guácara y Eructo en Hispanoamérica): Un Cremallerus Espantosus macho de dos cabezas conjuntamente montado por los mellizos Chusco y Brusca, normalmente con Brusca sentada en la cabeza a la derecha del dragón, llamado Vómito (que escupe gas explosivo), y Chusco sentado sobre la cabeza de izquierda del dragón, llamado Erupto (que puede lanzar chispas que enciende dicho gas). Vómito y Eructo suelen ser agradables, pero pueden tener dificultades para volar cuando sus jinetes empiezan a no estar de acuerdo, aunque se ha demostrado que los gemelos son los únicos capaces de controlar con éxito el dragón (aunque con resultados mixtos).

- Tornado: Nombrado por tener la fuerza de Thor y el poder de un tornado, es un Relámpago azul macho y el dragón de Estoico; Estoico ganó su confianza y amistad después de ayudar en la defensa de un amigo herido de Tornado de una manada de hambrientos jabalíes. Al igual que su jinete, Tornado es bastante terco, aunque él y Estoico son independientemente cerrados. A diferencia de los demás dragones, para atacar dispara ondas de sonido ultrasónicas.

### Otros dragones de la serie y de las películas
- Tifóomerang: (Typhoomerang en inglés) Nuevo dragón nombrado así por Patapez, ya que para volar da varias vueltas como un tifón y regresa al mismo lugar para aterrizar como un boomerang. Los Typhoomerang bebés y sus madres están muy unidos, si uno se pierde la madre hará todo lo que esté a su alcance para recuperarlo; desde quemar todo un bosque, hasta destruir la mitad de una aldea.

- Escaldrón: (Scauldron en inglés, Escáldaron en Hispanoamérica) Gigantesco dragón que pasa mucho tiempo bajo el agua, escupe agua hirviendo que acumula en su estómago y boca. El agua hirviendo del Escaldron es tan caliente que es capaz de quemar la piel hasta el hueso. Además, el Escaldron tiene veneno muy potente, tanto que en 24 horas estarás muerto y en 36 horas enterrado. El Escaldaron come las plantas que para los demás dragones son venenosas y además es un aficionado a los peces.

- Whispering Death (Susurro Mortal en Hispanoamérica, Muerte Susurrante en España): dragón salvaje que pasa la mayoría del tiempo bajo tierra en túneles subterráneos, ya que le encanta el olor de las flores. Es salvaje y de apariencia de una serpiente con alas y puede lanzar espinas desde cualquier parte de su cuerpo, que está casi totalmente cubierto de las mismas. Además sus dientes giran dentro de su boca como una sierra y además de todo da la impresión de ser ciego, pero puede ver, aun así prefiere vivir bajo tierra, como un topo, pues su visión es borrosa en zonas con sol.

- Aliento Apagado: (Smokebreak en inglés) Este dragón extingue el humo y vive en grandes manadas en el Pantano Aciago, les gustan las cosas de metal para usarlas como refugio para ellos y sus crías, son muy sobreprotectores y cuando ven algo brillante harán todo lo posible para que sea parte de su nido.

- Terrible Terror (Terror Terrible en España): Pequeño dragón que a pesar de su tamaño es realmente peligroso, aunque se le considera más una plaga que un verdadero dragón, en manada son peligrosos así que no te debes confiar, pero al entrenarlos son tan dóciles como un perro o un gato.

- Screaming Death (Grito Mortal en Hispanoamérica, Muerte Chillante o Muerte Estridente en España): Versión albina y mutada del Muerte Susurrante, durante la segunda temporada es uno de los principales antagonistas. Puede lanzar espinas y pequeñas bolas de fuego en sucesión como un revólver. A diferencia del Muerte Susurrante a él le atrae la luz solar y su grito puede aturdir a cualquiera que este cerca de él y afecta a los dragones. Al igual que el susurro mortal lanza espinas muy venenosas; es el más salvaje de los dragones de tierra, imposible el ser domado. Altamente peligroso, puede ser considerado como un "Alfa", por su poder, su tamaño y el no poder ser entrenado.

- Gusano de fuego: (Gusafuego en Hispanoamérica, Fireworm en inglés) Son mitad dragón mitad gusanos que extinguen magma ardiendo parecido al del Sol. Cuando se juntan 2 o más se generan fuegos que tienen un gran brillo.

- Pesadilla Voladora: (Flightmare en inglés) Es un dragón que brilla por la noche y paraliza a sus víctimas el tiempo suficiente para atacar.

- Skrill: Es un dragón extremadamente raro, solo se le ve en tormentas eléctricas. Este dragón puede absorber un relámpago y disparar fuego azul eléctrico. El skrill es el símbolo de la simera de los guerreros de la isla Berserker.

- Speed Stingers (rapidijones o aguijón veloz en Hispanoamérica, velociaguijones en España): son dragones no voladores que atacan al caer la noche. Compensan con rapidez la falta de vuelo. Los rapidijones tienen un aguijón que posee veneno paralizante; el efecto del veneno es temporal.

- Trampohocico: (Trampeador en España) Es uno de los dragones más raros, este ha diferencia del Cremallerus, posee 4 cabezas. Bocón le llama la "venus atrapa mosca de los dragones", su especialidad, es el atrapar a sus presas con trampas, posee una lengua modificada, que exhala un aroma parecida a chocolate. En cuanto a su carácter, es muy juguetón y le gusta la lluvia y jugar en el barro, se puede ver en la película, "El libro de Dragones".

- Bufalord: Es un dragón al que se lo consideraba extinto, ya que fue cazado debido a que su saliva es la única cura para el “Azote de Odin”. No puede abandonar su isla, ya que tiene el poder de inflarse y lanzar fuego extremadamente potente.

- Canto Mortal: (Death Song en inglés): Es un dragón que vive solo en su propia isla. Tiene el poder de lanzar ámbar que atrapa a sus presas, que solo puede derretirse con fuego.

- Terror Nocturno: (Night Terror en inglés): Especie parienta de los Terrores Terribles. Es nocturna y habita en la Orilla del Dragón (The Edge). Tienen la habilidad de unirse y crear la silueta de un enorme dragón como mecanismo de defensa bajo el liderazgo de un Terror Nocturno especial (es blanco, a diferencia de los normales que son negros). Hay dos variedades: los que cuidan The Edge, liderados por el Terror Nocturno Smidvarg, y los subterráneos que no pueden soportar la luz, liderados por Darkvarg.

- Cuernatronante: (Rumblehorn en inglés): Es un dragón que le debe su nombre a un inmenso cuerno que lleva en la cabeza. Es extremadamente fuerte, al punto tal que puede derribar rocas muchísimo más grandes y pesadas que el. Tras perder a su anterior dragón, Estoico adopta a uno de estos, Rompecráneos.

- Temblor Catastrófico (Catastrophic Quaken en inglés): Es un dragón que habita en Oscuridad Profunda, junto a los Groncles. Es muy fuerte y tiene como habilidad formar una bola con su cuerpo y rodar, de manera tan fuerte que hasta puede convertir rocas en pedazos.

- Azote Afilado (Razorwhip en inglés Látigo Afilado en Hispanoamérica): Es un dragón que tiene la cola cubierta de púas que pueden rebanar barcos y estructuras de muchos materiales. También tiene un fuego muy potente. Cuando nacen son ciegos. En Carrera al Borde (Hacia nuevos confines en España), Heather tiene una de estos, de nombre Cizalladura.

- Ala Acorazada (Armorwing en inglés): Posee una armadura que realiza con cosas de metal que suelda a su cuerpo con fuego especial. Su movimiento defensivo es tomar parte de su armadura con su cola, encenderla y lanzarla contra el enemigo, aunque esto deja indefensa la parte de su cuerpo de la que quitó la armadura.

- Espectro de Nieve (Snow Wraith en inglés): Es un dragón que habita en la Isla Glaciar. Es bueno camuflándose en climas fríos y nevadas debido a su color blanco. Normalmente ataca cuando la nieve lo camufla. Tiene visión de calor. Su diente es la llave del Ojo del Dragón. Gothi dejó de hablar luego de que uno de estos Dragones capturó su grupo de búsqueda y casi la aniquila.

- Shock Marino (Seashock en inglés): Es un dragón acuático que con sus cabezas puede crear un rato eléctrico muy potente, con lo que electrocuta a sus presas. Se alimenta de peces de las profundidades, por lo que no puede vivir en aguas bajas. Su depredador es el Escaldaron. Normalmente vive en manadas para protegerse de sus depredadores.

- Cola Quemante (Singetail en inglés): Dragón muy temido y poderoso, puede lanzar fuego por su boca, patas y vientre. La única escapatoria es volar hacia arriba, ya que no le gustan las alturas. Usa incendios como llamadas de auxilio o para marcar su territorio. En la temporada 6 de Carreras al Borde, un enemigo llamado Krogan usa un ejército de esta especie para pelear contra los jinetes. Su depredador natural es el Skrill, ya que con su ataque neutraliza el fuego de este dragón.

- Triple Ataque (Triple Stryke en inglés): Es un dragón que posee pinzas y una cola acabada en tres aguijones, además de un fuego poderoso (de ahí su nombre). Un ejemplar vive en la Orilla del Dragón. La única manera de entrenarlo es usar "clics" que lo distraigan.

- Erupciodon (Eruptodon en inglés): Este Dragón tiene la capacidad de vivir en volcanes y comer la lava para controlar las erupciones. Vive uno en la Isla de los Defensores del Ala, que regula el flujo de lava de su volcán y lo llaman Gran Protector. Pone un solo huevo en toda su vida.

- Submaridestrozador (Submaripper en Inglés): Dragón acuático capaz de crear remolinos con los que se traga naves enteras. Es el predador del Armería.

- Fuego de Artillería: (Shell Fire en inglés): Es un dragón que puede lanzar bolas de fuego similares a bombas de cañón. Ryker usa uno de estos a para atacar la Orilla. Compite con el Submaridestrozador.

- Revienta-Arenas: (Sandbuster en Inglés): Es un dragón que vive en cuevas debajo de la arena en la Playa de los Mercados del Norte. Acumula tesoros allí abajo y no puede vivir en la luz, por lo que recubre su caverna subterránea con su fuego que se solidifica y tapa las aberturas.

- Destroza-Cavernas: (Cavern Crasher en inglés): Es un dragón que se alimenta de huevos y tiene un gel similar al de Pesadilla Monstrusa, que se enciende con fuego. Es un experto cavador, al punto tal que puede excavar miles de túneles en minutos.

- Reptil Alado: Un dragón con aspecto similar al de una serpiente con alas, con su piel recubierta de veneno mortal. Vive en cavernas.

- Centinelas: (Centinels en inglés): Dragones que protegen Vanaheim (el lugar de último descanso para los Dragones). Aparentan ser estatuas, aunque se pueden mover perfectamente. Son ciegos, pero conocen a todos los tipos de Dragones y a ataques, excepto al Furia Nocturna.

- Dramillon: Dragón muy peligroso que puede imitar cualquier clase de fuego. Fueron cazados por la familia Ingerman, aunque luego Patapez les enseña cómo defenderse.

## Episodios deDreamWorks Dragones(2012-2018)
| Temporada | Temporada | Episodios | Emisión en Estados Unidos | Emisión en Estados Unidos | Emisión en Latinoamérica | Emisión en Latinoamérica |
| Temporada | Temporada | Episodios | Comienzo                  | Final                     | Comienzo                 | Final                    |
| --------- | --------- | --------- | ------------------------- | ------------------------- | ------------------------ | ------------------------ |
|           | 1         | 20        | 7 de agosto de 2012       | 20 de marzo de 2013       | 9 de diciembre de 2012   | 17 de junio de 2013      |
|           | 2         | 20        | 19 de septiembre de 2013  | 5 de marzo de 2014        | 3 de febrero de 2014     | 29 de junio de 2014      |
|           | 3         | 26        | 26 de junio de 2015       | 8 de enero de 2016        | 26 de junio de 2015      | 8 de enero de 2016       |
|           | 4         | 26        | 24 de junio de 2016       | 17 de febrero de 2017     | 24 de junio de 2016      | 17 de febrero de 2017    |

## Producción
El 12 de octubre de 2010 se anunció que Cartoon Network había adquirido los derechos mundiales de difusión a una serie semanal animada basada en la película Cómo entrenar a tu dragón, el productor Tim Johnson, dijo que, a diferencia de la serie de televisión spin-offs de las películas de Madagascar y Kung Fu Panda, Cómo entrenar a tu dragón la serie sería mucho más oscura y más profunda, como en la película, y seguirá después de los acontecimientos de la misma. Esta es la primera serie de animación de DreamWorks al aire en Cartoon Network, en lugar de Nickelodeon.
A pesar de que se anunció que la serie se llamaría Dragons: The Series, promos de TV mostrados en junio de 2012 reveló un nuevo título: Dragones de Berk por John Sanford, quien dirigió siete episodios en la primera temporada, confirmó que también habrá una segunda temporada.